# イグナシオ・ラモネ

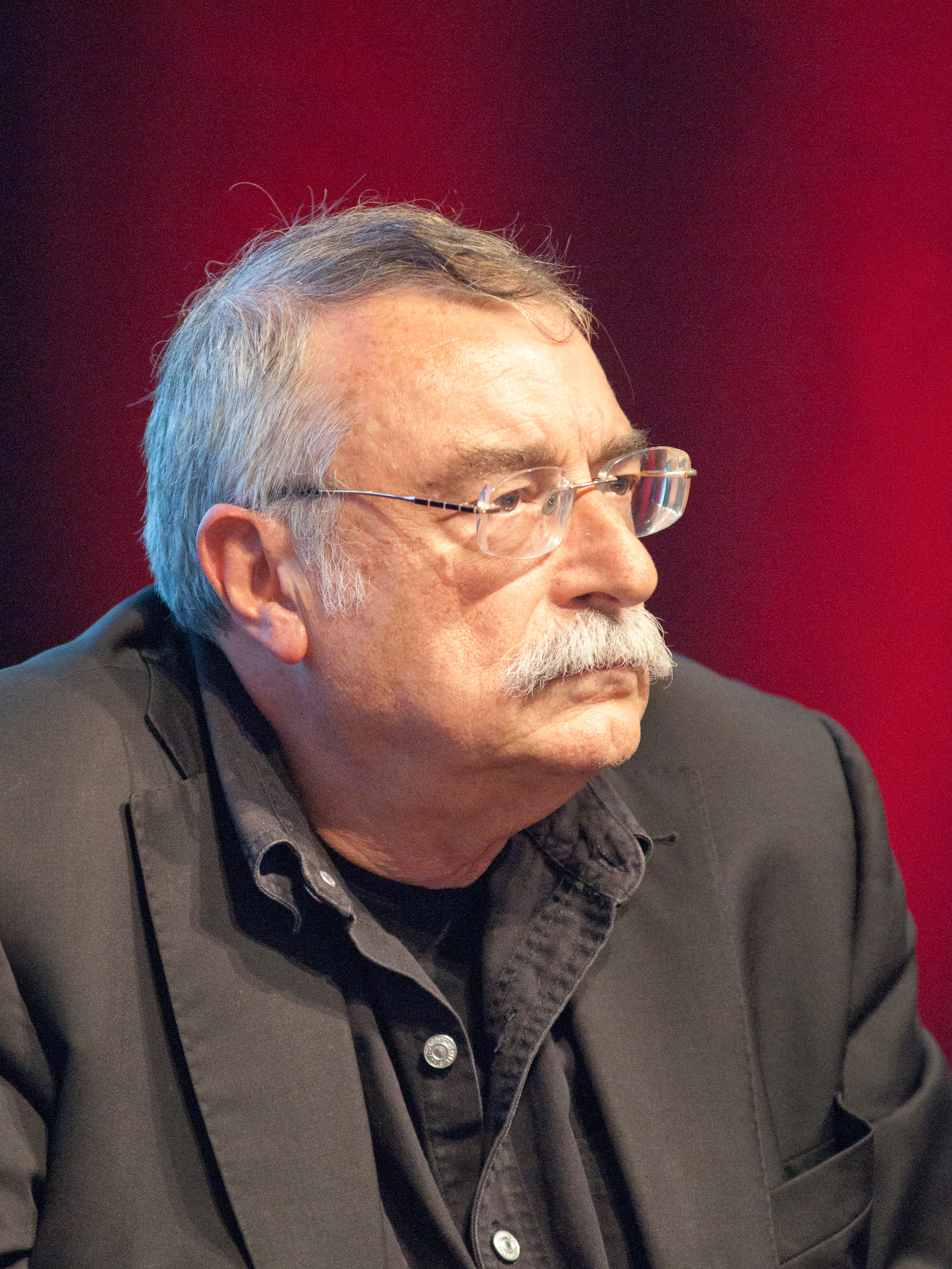
イグナシオ・ラモネ

イグナシオ・ラモネ・ミゲス（イニャシオ・ラモネ、イグナシオ・ラモネットとも、Ignacio Ramonet Miguez、1943年5月5日 - ）は、フランスのジャーナリストで、月刊紙『ル・モンド・ディプロマティーク』元編集総長。スペイン・ガリシア地方のポンテベドラ県レドンデーラ出身。市民団体「ATTAC」創設者。

## 来歴
パリ社会科学高等研究院（EHESS）で記号論を学ぶ。1991年から2008年3月までル・モンド・ディプロマティーク編集総長を務める。
1997年12月のル・モンド・ディプロマティークでトービン税導入を提唱する記事を執筆し、ATTAC創設に繋がった。また、彼が1998年に執筆した「もうひとつの世界は可能だ」という記事は、その後世界社会フォーラムやアルテルモンディアリスム（直訳すれば「もう一つの世界主義」）などの運動を生んだ。NGO(非政府組織)「メディア・グローバル・ウォッチ」の創設者でもある。国境なき記者団からフィデル・カストロと親しいと言われており、事実、唯一の公認自伝作家である。